# Misen Groth
 Der er for få eller ingen kildehenvisninger i denne artikel, hvilket er et problem. Du kan hjælpe ved at angive troværdige kilder til de påstande, som fremføres i artiklen.

Misen Groth (født Anne-Marie Misen Larsen den 29. november 1965) er en dansk sangerinde. Hun er bedst kendt for sit samarbejde med sin mand, komponisten Jacob Groth, som hun har udgivet 3 albums med. Misen er specielt kendt for sangen Forgiveness, som blev brugt som kendingsmelodi til TV-serien Ørnen. 
Misen har også optrådt i det danske Melodi Grand Prix i 1995 med sangen "Stille krig" skrevet af Michael Bruun. I de senere år har Misen været en del af Sebastians live band .Misen har i 2016 udgivet bogen "Jeg kan da stadig synge" om sit liv som mor og sanger med diagnosen sclerose.

## Diskografi
- 1988: Missing
- 1998: Walk up wind
- 2005: "Ørnen" soundtrack
- 2016: Misen & Backhausen

## Bogudgivelser
- 2016: Jeg kan da stadig synge

## Ekstern henvisning
Officiel hjemmeside